# Мара, Райан
Ра́йан Ма́ра (англ. Ryan Meara; 15 ноября 1990, Йонкерс, Нью-Йорк, США) — американский футболист, вратарь клуба «Нью-Йорк Ред Буллз».

## Биография

### Молодёжная и любительская карьера
В 2007—2008 годах Мара тренировался в академии английского клуба «Рединг».
С 2008 по 2011 годы Мара обучался в Фордемском университете, и выступая за университетскую команду, принял участие в 74-х играх студенческой лиги, в 32-х из которых оставил свои ворота в неприкосновенности. В летние межсезонья в колледжах он играл за клубы Premier Development League — четвёртой по уровню лиги США — «Лонг-Айленд Раф Райдерс» в 2009 году и «Джерси Экспресс» в 2010 и 2011 годах. В сезоне PDL 2010 Райан был включён в символическую сборную лиги.

### Клубная карьера
На Супердрафте MLS 12 января 2012 года Мара был выбран во втором раунде под общим 31-м номером клубом «Нью-Йорк Ред Буллз», контракт с ним подписан был 6 февраля. За «красных быков» он дебютировал 11 марта, выйдя в стартовом составе в матче против «Далласа». Прошедший 28 апреля матч против «Нью-Инглэнд Революшн» стал для Райана первым «сухим» (без пропущенных мячей) матчем в профессиональной карьере. Мара выходил на поле в стартовом составе в 18 играх подряд с начала сезона, и уже назывался одним из основных претендентов за звание новичка года в сезоне MLS 2012. Однако, в начале июля он получил тяжёлую травму левого бедра, требовавшую хирургического лечения, и был вынужден завершить сезон досрочно. В начале августа в качестве замены травмированному Маре был нанят Луис Роблес, ставший безоговорочным основным вратарём «Ред Буллз» на последующие годы.
Сезон 2015 Мара провёл в аренде в клубе-дебютанте MLS «Нью-Йорк Сити». Райан подменял дисквалифицированного основного голкипера «Сити» Джоша Сондерса в матче против «Чикаго Файр», состоявшемся 24 апреля 2015 года, что стало для него первым появлением на поле в матче MLS после 8 июля 2012 года.
Вернувшийся в «Нью-Йорк Ред Буллз», Мара 26 марта 2016 года был заявлен в состав фарм-клуба, выступающего в USL. В тот же день он вышел в стартовом составе «Нью-Йорк Ред Буллз II» в матче против «Торонто II». Команда при его участии финишировала первой в регулярном чемпионате сезона USL 2016. Он внёс решающий вклад в победу над «Луисвилл Сити» в матче плей-офф финала восточной конференции, отбив два удара в серии послематчевых пенальти. Мара стоял в воротах «Нью-Йорк Ред Буллз II» в матче кубка USL 2016, в котором ньюйоркцам противостояли «Своуп Парк Рейджерс», в итоге разгромленные со счётом 5:1.
Мара защищал ворота «Нью-Йорк Ред Буллз» в финале Открытого кубка США 2017 против «Спортинг Канзас-Сити», проигранном со счётом 2:1. 20 мая 2018 года в матче против «Атланты Юнайтед» Мара сыграл за «Ред Буллз» в MLS впервые почти за шесть лет, в 183-х матчах подряд до этого на страже ворот клуба в лиге стоял Роблес. 20 декабря 2019 года Мара подписал новый контракт с «Нью-Йорк Ред Буллз».

### Международная карьера
В начале мая 2012 года Мара, имеющий также ирландское гражданство, так как родители его отца являлись выходцами с «изумрудного острова», был приглашён в сборную Ирландии до 21 года на отборочный матч молодёжного чемпионата Европы 2013 против сверстников из сборной Италии, намеченный на следующий месяц. Однако, «Ред Буллз» не отпустили игрока несмотря на то, что вызов в сборную никак не требовал пропуска матчей MLS.
В июне 2014 года Мара тренировался вместе с национальной сборной Ирландии, когда та использовала тренировочную базу «Нью-Йорк Ред Буллз» перед товарищеской игрой со сборной Португалии. Главный тренер ирландцев Мартин О’Нил тогда не исключил возможности в перспективе призыва Мары в стан своей сборной.

## Статистика выступлений
| Выступление                       | Выступление      | Выступление      | Лига | Лига | Плей-офф | Плей-офф | Кубок | Кубок | ЛЧ КОНКАКАФ | ЛЧ КОНКАКАФ | Итого | Итого |
| Клуб                              | Лига             | Сезон            | Игры | ГП   | Игры     | ГП       | Игры  | ГП    | Игры        | ГП          | Игры  | ГП    |
| --------------------------------- | ---------------- | ---------------- | ---- | ---- | -------- | -------- | ----- | ----- | ----------- | ----------- | ----- | ----- |
| Нью-Йорк Ред Буллз                | MLS              | 2012             | 18   | 27   | 0        | 0        | 2     | 3     | —           | —           | 20    | 30    |
| Нью-Йорк Ред Буллз                | MLS              | 2013             | 0    | 0    | 0        | 0        | 2     | 4     | —           | —           | 2     | 4     |
| Нью-Йорк Ред Буллз                | MLS              | 2014             | 0    | 0    | 0        | 0        | 1     | 3     | 4           | 2           | 5     | 5     |
| Нью-Йорк Ред Буллз                | MLS              | 2016             | 0    | 0    | 0        | 0        | 1     | 2     | 1           | 0           | 2     | 2     |
| Нью-Йорк Ред Буллз                | MLS              | 2017             | 0    | 0    | 0        | 0        | 5     | 5     | 0           | 0           | 5     | 5     |
| Нью-Йорк Ред Буллз                | MLS              | 2018             | 3    | 3    | 0        | 0        | 1     | 0     | 0           | 0           | 4     | 3     |
| Нью-Йорк Ред Буллз                | MLS              | 2019             | 1    | 1    | 0        | 0        | 1     | 3     | 0           | 0           | 2     | 4     |
| Нью-Йорк Ред Буллз                | MLS              | 2020             | 13   | 16   | 1        | 3        | —     | —     | —           | —           | 14    | 19    |
| Нью-Йорк Ред Буллз                | Итого            | Итого            | 35   | 47   | 1        | 3        | 13    | 20    | 5           | 2           | 54    | 72    |
| Нью-Йорк Сити (аренда)            | MLS              | 2015             | 1    | 1    | —        | —        | 0     | 0     | —           | —           | 1     | 1     |
| Нью-Йорк Сити (аренда)            | Итого            | Итого            | 1    | 1    | 0        | 0        | 0     | 0     | 0           | 0           | 1     | 1     |
| Нью-Йорк Ред Буллз II (фарм-клуб) | USLC             | 2016             | 21   | 16   | 4        | 5        | —     | —     | —           | —           | 25    | 21    |
| Нью-Йорк Ред Буллз II (фарм-клуб) | USLC             | 2017             | 3    | 4    | 0        | 0        | —     | —     | —           | —           | 3     | 4     |
| Нью-Йорк Ред Буллз II (фарм-клуб) | USLC             | 2018             | 4    | 7    | 0        | 0        | —     | —     | —           | —           | 4     | 7     |
| Нью-Йорк Ред Буллз II (фарм-клуб) | USLC             | 2019             | 2    | 0    | 0        | 0        | —     | —     | —           | —           | 2     | 0     |
| Нью-Йорк Ред Буллз II (фарм-клуб) | Итого            | Итого            | 30   | 27   | 4        | 5        | 0     | 0     | 0           | 0           | 34    | 32    |
| Всего за карьеру                  | Всего за карьеру | Всего за карьеру | 66   | 75   | 5        | 8        | 13    | 20    | 5           | 2           | 89    | 105   |

## Достижения
Клубные
 Нью-Йорк Ред Буллз
- Победитель регулярного чемпионата MLS: 2013

 Нью-Йорк Ред Буллз II
- Чемпион USL: 2016
- Победитель регулярного чемпионата USL: 2016